# L'Inventeur 2012
L'inventeur 2012 est une émission de télévision qui a été diffusée sur M6 du 14 mai 2012 au 11 juin 2012. L'objectif de cette émission est de trouver une idée révolutionnaire qui pourrait changer notre quotidien et entrer dans tous les foyers français. M6 a décidé de relancer cette émission 5 ans plus tard (anciennement nommée L'inventeur de l'année) car elle avait réalisé de bonnes performances sur les cibles commerciales, en réalisant à plusieurs reprises des audiences supérieures à 4 millions de téléspectateurs.

## Présentation
Un jury de professionnels (un publicitaire, un inventeur, un chef d’entreprise et un spécialiste du marketing) va partir à la recherche des idées les plus surprenantes et des inventions les plus remarquables, qui ont pu jaillir de l’esprit d’inventeurs confirmés ou de créateurs en herbe.
Ce casting est organisé en plusieurs étapes : sur plus de 300 candidatures ayant présenté leur invention, 170 candidats vont présenter leurs inventions devant les membres du jury qui doivent retenir les projets qui leur paraissent les plus innovants et les plus prometteurs. Pour passer à l’étape suivante, les inventeurs doivent obtenir au moins trois “oui” du jury. Si le jury ne parvient pas à dégager une majorité ou s’il est divisé sur la pertinence de l’invention, le sort de l’inventeur sera alors remis entre les mains d’un groupe de 11 personnes : le panel de consommateurs (une première dans une émission de télévision avec un  jury). Lors de l'étape suivante, 6 inventeurs doivent développer leur invention avec des professionnels. Enfin, lors de la finale en direct, les téléspectateurs votent pour choisir leur invention préférée après que les inventeurs aient tourné une sorte de "spot publicitaire" vantant l'invention en question.
Le gagnant remporte 100 000€ et l'éventuelle commercialisation de son invention.

## Présentateurs
Le programme est présenté par un duo composé d'Alex Goude et Sandrine Corman.

## Jury
Les quatre membres du jury professionnel  :
- Hapsatou Sy (chef d'entreprise)
- Philippe Bloch (spécialiste consommation et relations clients, conférencier)
- Pascal Gayrard (directeur général de Metro Cash & Carry France)
- Jean Michel Chaudeurge (inventeur, designer)

## Candidats
- Aurélien Prévost avec un "moteur magnétique" présenté à la première émission où il remporte 4 oui [3],[4], puis n'apparaît plus dans aucune des émissions suivantes. De nombreux commentaires ont démontré l'inanité du projet . Le "moteur magnétique" proposé par Aurélien Prévost est l'équivalent d'un plan incliné pour la gravitation : la bille peut rouler de haut en bas, éventuellement revenir à son altitude initiale en l'absence de frottements, mais ne peut être utilisée dans un cycle moteur.

### Classement de la finale
- À la 1re place, coup de cœur du jury  : Jules Thuillier avec son gant bluetooth
- À la 2e place : Alain Bivas, l'inventeur du four solaire pliable
- À la 3e place : Daniel Jeandot avec son papier toilette de poche
- À la 4e place : Rabah Aggar avec Jeu de construction
- À la 5e place : Michael Schmit avec sa litière pour chat
- À la 6e place : Serge Gandy avec L'aérosol réutilisable

### Polémique
Une polémique prit forme concernant le titre d'Inventeur 2012 donné à Jules Thuiller  : le journal L'Express publie le 12 juin 2012 sur son site un article qui relève l'existence depuis 2008 de la technologie primée par l'émission. Jules Thuillier répondit à cela dans Nice Matin que « les recherches de l'Inpi (l'Institut national de la propriété intellectuelle) ont montré qu'aucun brevet n'a été déposé ».
L'INPI informe les internautes grâce à son moteur de recherche de la publication datée du 27 septembre 2007 du brevet WO2007109011 (A2) déposé par l'américain Jerry M. Whitaker concernant un « navigateur virtuel global mobile avec affichage tête haute destiné à parcourir le Web et à interagir avec celui-ci » sous la forme d'un gant « communiquant » entre autres grâce à la technologie bluetooth.
Le brevet international de Jerry M. Whitaker protège l'invention depuis cette date.

## Audiences
| Épisode | Jour et horaire de diffusion     | Téléspectateurs | Parts de marché sur les 4 ans et plus | Référence |
| ------- | -------------------------------- | --------------- | ------------------------------------- | --------- |
| 1       | Lundi 14 mai 2012 20:50 - 22:55  | 3 245 000       | 12,9 %                                | [ 7 ]     |
| 2       | Lundi 21 mai 2012 20:50 - 22:55  | 3 180 000       | 12,3 %                                | [ 8 ]     |
| 3       | Lundi 28 mai 2012 20:50 - 22:55  | 2 960 000       | 12,1 %                                | [ 9 ]     |
| 4       | Lundi 4 juin 2012 20:50 - 23:00  | 2 720 000       | 11 %                                  | [ 10 ]    |
| 5       | Lundi 11 juin 2012 20:50 - 23:00 | 2 508 000       | 10,5 %                                | [ 11 ]    |

Légende :
En fond vert = Les plus hauts chiffres d'audiences
En fond rouge = Les plus bas chiffres d'audiences